# Blakemore
Blakemore es un área no incorporada ubicada en el condado de Lonoke en el estado estadounidense de Arkansas.

## Geografía
Blakemore se encuentra ubicada en las coordenadas 34°36′17″N 91°52′56″O / 34.60472, -91.88222.